# Лас-Вегас Рейдерс
«Лас-Вегас Рейдерс» (англ. Las Vegas Raiders) — професіональна команда з американського футболу, розташована в місті Лас-Вегас у штаті Невада. Команда є членом Західного дивізіону Американської футбольної конференції Національної футбольної ліги. Домашнім полем для «Рейдерс» є стадіон «Елліджент Стедіум».
«Рейдерс» вигравали Супербол (чемпіонат НФЛ) (англ. AFC-NFC Super Bowl) 1976, 1980, і 1983 роках.

## Історія
Команда заснована у 1960 під назвою «Окленд Рейдерс» (англ. Oakland Raiders) в місті Окленд у штаті Каліфорнія. До 1969 року «Рейдерс» були членом Американської футбольної ліги доки не вступили до Національної футбольної ліги.
У 1981 році «Рейдерс» переїхали до Лос-Анджелес, штат Каліфорнія, і змінили назву на «Лос-Анджелес Рейдерс» (англ. Los Angeles Raiders). У 1995 році «Рейдерс» переїхали назад до Окленду, і повернули назву «Окленд Рейдерс» та знову стала виступати на «Окленд Колізіум».
27 березня 2017 роки команда отримала схвалення від Національної футбольної ліги, щоби переїхати в Лас-Вегас у штаті Невада у 2020 році.

## Досягнення
Переможці чемпіонату ліги (4):
- Переможці чемпіонату АФЛ (1): 1967
- Переможці Супербоула (3): 1976 (XI), 1980 (XV), 1983 (XVIII)

Переможці конференції (4):
- АФК: 1976, 1980, 1983, 2002

Переможці дивізіону (15):
- - АФЛ Захід: 1967, 1968, 1969
  - АФК Захід: 1970, 1972, 1973, 1974, 1975, 1976, 1983, 1985, 1990., 2000., 2001, 2002